# Lincoln-Zephyr
El Lincoln-Zephyr fue un turismo de lujo de la marca Lincoln perteneciente a la Ford Motor Company. El modelo fue fabricado entre 1936 y 1940. El Lincoln-Zephyr y la marca Mercury, introducida en 1939, llenaban un hueco entre la gama Ford V-8 De Luxe y la exclusiva línea Lincoln K. Esta gama tenía un propósito similar a la marca LaSalle de Cadillac, el Chrysler Airstream, y el One-Twenty de Packard. 
El coche fue concebido por Edsel Ford y diseñado por Eugene Turenne Gregorie. El motor V12 del Lincoln-Zephyr era único en su categoría, ya que LaSalle utilizaba motores V8 y tanto Chrysler como Packard, motores de 8 cilindros en línea.

## Historia
Introducido el 2 de noviembre de 1935, como modelo de 1936, el Lincoln-Zephyr era extremadamente moderno para su época, al estar dotado con un parabrisas de baja inclinación, guardabarros integrados y un diseño de línea aerodinámica, que influyó en la elección del sobrenombre "zephyr", derivado de la palabra griega para designar al dios del viento. Fue uno de los primeros automóviles con un perfil fluido que obtuvo un éxito de ventas después de la resistencia del mercado al Chrysler Airflow y al prototipo Pierce Silver Arrow, que nunca entró en producción. De hecho, el Lincoln-Zephyr en realidad tenía un coeficiente de arrastre más bajo que el Airflow, debido en parte a la parrilla delantera tipo proa utilizada en el Zephyr, un reflejo de la popularidad de las lanchas motoras de recreo como las Chris-Craft. El modelo logró reactivar las ventas en los concesionarios de Lincoln a finales de la década de 1930, y desde el modelo del año 1941, todos los Lincoln se basaron en el Zephyr y la marca Lincoln-Zephyr se fue eliminando gradualmente. La producción anual de los sucesivos modelos no fue grande, pero representó una gran parte de las ventas de la marca Lincoln. En su primer año, se vendieron 15.000 unidades, lo que representó el 80% de las ventas totales de la división.
La producción de todos los automóviles estadounidenses fue detenida por el gobierno en 1942 cuando el país entró en la Segunda Guerra Mundial, y Lincoln produjo el último Lincoln Zephyr el 10 de febrero. Después de la guerra, la mayoría de los fabricantes reiniciaron la producción de sus líneas de preguerra y Lincoln no fue la excepción. El nombre Zephyr, sin embargo, ya no se usó después de 1942, y los coches simplemente se llamaron Lincoln.
La idea de un automóvil de lujo más pequeño y moderno para llenar el vacío en la gama tradicional de Lincoln se revisó con el Lincoln Lido de 1950 (del mismo tamaño que otros Lincoln de dos puertas), con el Lincoln Versailles de 1977, con el Continental de 1982 y con el Lincoln LS de 2000. El nombre Zephyr se recuperó para su sucesor espiritual, el Zephyr de 2006, que rápidamente pasó a llamarse MKZ en 2007.